# 帕哈雷斯德亚达哈
帕哈雷斯德亚达哈，是西班牙卡斯蒂利亚-莱昂阿维拉省的一个市镇。 总面积23km2, 总人口191人（2001年），人口密度8人/km2。